# 정다희 (1990년)
정다희(1990년 8월 24일 ~ )는 대한민국 방송사 MBC 아나운서이다.

## 학력
- 아주대학교 영어영문학과 학사
- 연세대학교 언론홍보대학원 언론학 석사

## 경력
- 2016년 3월~2018년 4월: MBC 계약직 아나운서
- 2020년 3월~: MBC 아나운서국 아나운서

## TV 방송
| 연도                   | 방송사 | 제목             | 담당     | 비고   |
| ---------------------- | ------ | ---------------- | -------- | ------ |
| 2016~2017              | MBC    | MBC 뉴스데스크   | 진행     | 주말   |
| 2017                   | MBC    | MBC 정오뉴스     | 진행     |        |
| 2017, 2024, 2025.02.01 | MBC    | MBC 뉴스투데이   | 진행     | 토요일 |
| 2018                   | MBC    | 생방송 오늘 아침 | 리포터   |        |
| 2020                   | MBC    | 12 MBC 뉴스      | 진행     |        |
| 2021~2023              | MBC    | MBC 뉴스투데이   | 진행     | 평일   |
| 2024                   | MBC    | MBC 뉴스 (주말)  | 진행     |        |
| 2025                   | MBC    | 생방송 오늘아침  | 임시진행 |        |

## 라디오 방송
- 하루의 시작 정다희입니다 - MBC 표준FM (2024년 7월 1일 ~ 현재)